# Carrozzeria Viotti
Carrozzeria Viotti fue una empresa automotriz italiana creada en 1921. La marca fue más tarde comprada por un grupo de empresarios de Piamonte y desapareció en 1964. En 2012 la compañía automotriz china Jonway adquirió la marca de Carrozzeria Viotti y relanzó la sociedad, fundando una nueva sede en Rivoli, provincia de Turín.

## Historia
A mediados de los años veinte, Viotti y Tolfo presentaron la patente para la "carrocería Clairalpax", que fue un gran éxito debido al excelente brillo del habitáculo. Fue una innovación que permitió la sustitución de los montantes de madera maciza, la conexión entre la línea del cinturón y el capó y el apoyo de las ventanas de los automóviles, con montantes delgados en alpaca o níquel, que permitieron el aumento constante de las superficies acristaladas.
La compañía es de gran importancia en la historia del automóvil por haber creado, en un diseño de Mario Revelli, el modelo Fiat 1100 Giardinetta, que en 1946 marcó el nacimiento de la moderna berlina familiar (en inglés: station wagon); solución luego replicada también en chasis por las marcas Lancia y Alfa Romeo.

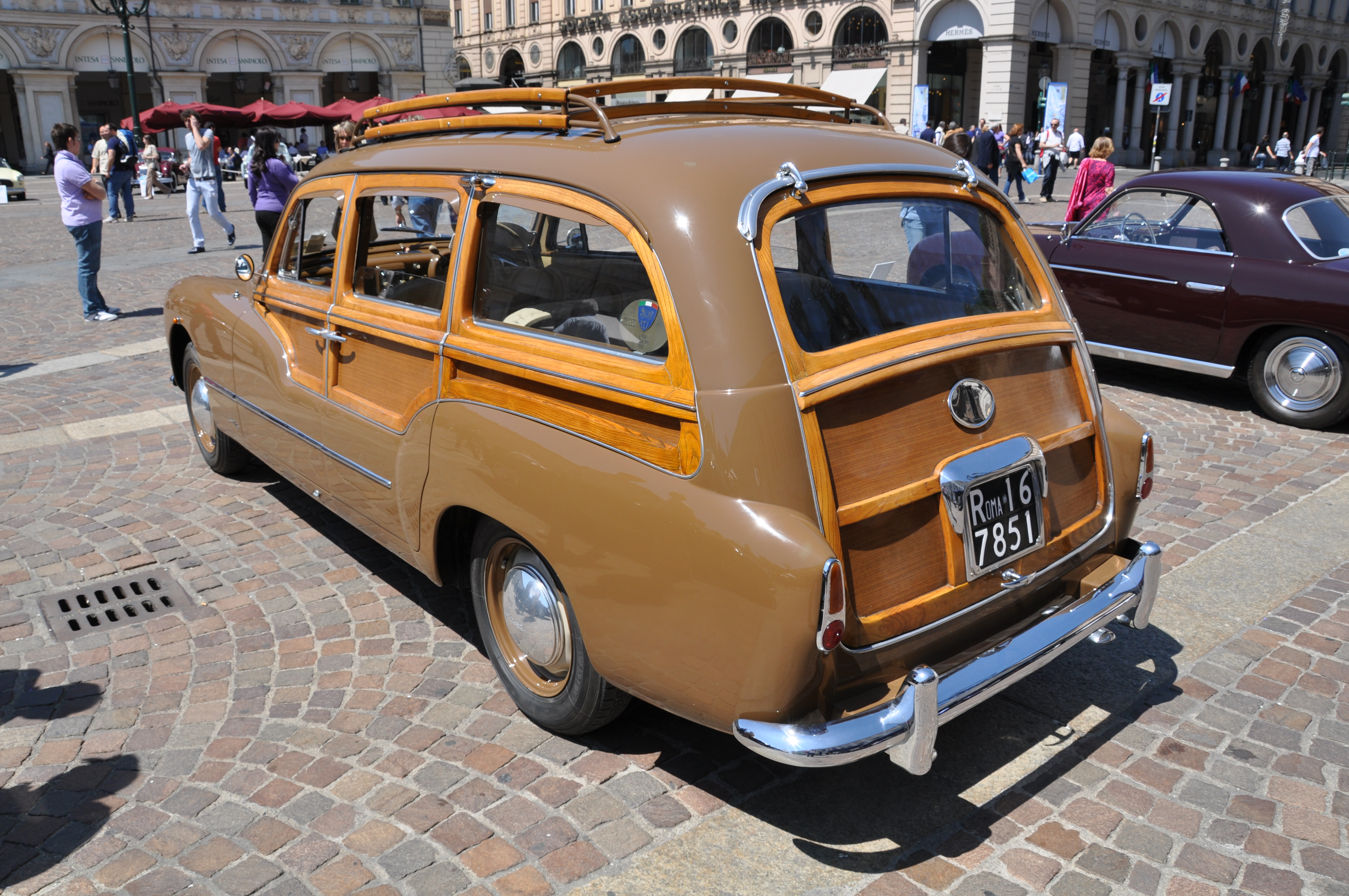
El Lancia Aurelia Viotti Giardinetta 1952

Las últimas creaciones en la pequeña serie de Viotti fueron el Fiat 1300/1500 Giardinetta, que no tuvo el éxito esperado, pues Fiat lanzó a su vez su propia versión del modelo, y a un menor costo. El alto coste del Fiat 1300 Giardinetta se debía a la limitación de la producción a solo 50 unidades.
En la década de 1960, la compañía Carrozzeria Viotti fue una de las primeras empresas golpeadas por la crisis del automóvil, que se derivó en el cierre de sus puertas en 1964.
En 2012 la compañía automotriz china Jonway adquirió la marca de Carrozzeria Viotti y relanzó la sociedad, fundando una nueva sede en Rivoli, en la provincia de Turín. La nueva compañía está especializada en el planeamiento y diseño de vehículos híbridos y modelos deportivos. Emanuele Bomboi es el responsable del diseño. En 2014, la nueva Carrozzeria Viotti adquirió la marca estadounidense Willys y junto con la italiana Fábrica Italiana Maggiora presentó su nuevo modelo "Willys AW380 Berlinetta" en el feria de Bolonia, un prototipo inspirado en el original Willys Interlagos, y montado por Willys en Brasil con licencia de Alpine A108.

## Modelos con carrocería Viotti
Carrozzeria Viotti montó los siguientes modelos:
- Fiat 525
- Alfa Romeo 6C 1500
- Alfa Romeo 8C 2300 Coupé
- Lancia Dilambda
- Fiat 508 Balilla
- Fiat 1100 Giardinetta
- Lancia Aurelia B51 Giardinetta
- Fiat 600 Coupé
- Bristol Cars
- Lancia Augusta Viotti (1933)